# NGC 5343
NGC 5343 est une galaxie lenticulaire située dans la constellation de la Vierge. Sa vitesse par rapport au fond diffus cosmologique est de 2 923 ± 27 km/s, ce qui correspond à une distance de Hubble de 43,1 ± 3,1 Mpc (∼141 millions d'al). NGC 5343 a été découverte par l'astronome germano-britannique William Herschel en 1785.